# ویکی‌پدیای بیکولونو مرکزی
ویکی‌پدیای بیکولونو مرکزی نسخه زبان بیکولونو مرکزی وب‌گاه ویکی‌پدیا است.
زبان بیکولونو مرکزی تا ۴ ژوئن ۲۰۱۲ با بیش از ۵٬۳۸۰ مقاله در رده صدوسی‌ونه ویکی‌پدیاها قرار گرفته‌است.